# Championnat du Japon de baseball 2010
Navigation
2009 2011
Le Championnat du Japon de baseball 2010 est la 61e édition de l'épreuve depuis 1950, et sa réorganisation.
Le coup d'envoi de la saison est programmé le 20 mars 2010 avec l'ouverture en Pacific League. Le calendrier de la Central League ne débute que le 26 mars. Les matchs interligues sont prévus du 12 mai au 13 juin. Le premier match de la Série finale est fixé au 30 octobre.

## Clubs

### Pacific League
| Equipe                       | Ville        | Stade                        | Capacité        |
| ---------------------------- | ------------ | ---------------------------- | --------------- |
| Chiba Lotte Marines          | Chiba        | Chiba Marine Stadium         | 30 200          |
| Fukuoka SoftBank Hawks       | Fukuoka      | Fukuoka Dome                 | 35 773          |
| Hokkaido Nippon Ham Fighters | Sapporo      | Sapporo Dome                 | 40 572          |
| Orix Buffaloes               | Osaka / Kobe | Osaka Dome / Skymark Stadium | 36 477 / 35 000 |
| Saitama Seibu Lions          | Tokorozawa   | Seibu Dome                   | 35 879          |
| Tohoku Rakuten Golden Eagles | Sendai       | Miyagi Baseball Stadium      | 23 000          |

### Central League
| Equipe                | Ville               | Stade                             | Capacité        |
| --------------------- | ------------------- | --------------------------------- | --------------- |
| Chunichi Dragons      | Nagoya              | Nagoya Dome                       | 38 414          |
| Hanshin Tigers        | Nishinomiya / Osaka | Koshien Stadium / Osaka Dome      | 50 454 / 36 477 |
| Hiroshima Toyo Carp   | Hiroshima           | MAZDA Zoom-Zoom Hiroshima Stadium | 30 350          |
| Tokyo Yakult Swallows | Tokyo               | Meiji Jingu Stadium               | 37 933          |
| Yokohama BayStars     | Yokohama            | Yokohama Stadium                  | 30 730          |
| Yomiuri Giants        | Tokyo               | Tokyo Dome                        | 45 600          |

## Saison régulière
| Pacific League               | V  | D  | N | %    | GB |
| Fukuoka SoftBank Hawks       | 76 | 63 | 5 | .547 | -  |
| Saitama Seibu Lions          | 78 | 65 | 1 | .545 | -  |
| Chiba Lotte Marines          | 75 | 67 | 2 | .528 | 2½ |
| Hokkaido Nippon Ham Fighters | 74 | 67 | 3 | .525 | 3  |
| Orix Buffaloes               | 69 | 71 | 4 | .493 | 7½ |
| Tohoku Rakuten Golden Eagles | 62 | 79 | 3 | .440 | 15 |

| Central League        | V  | D  | N | %    | GB  |
| Chunichi Dragons      | 79 | 62 | 3 | .560 | -   |
| Hanshin Tigers        | 78 | 63 | 3 | .553 | 1   |
| Yomiuri Giants        | 79 | 64 | 1 | .552 | 1   |
| Tokyo Yakult Swallows | 72 | 68 | 4 | .514 | 6½  |
| Hiroshima Toyo Carp   | 58 | 84 | 2 | .408 | 21½ |
| Yokohama BayStars     | 48 | 95 | 1 | .336 | 32  |

## Séries éliminatoires
|  | Quarts-de-finale    | Quarts-de-finale       |                |   | Demi-finales     | Demi-finales |  |  | Finale | Finale |
|  | Quarts-de-finale    | Quarts-de-finale       |                |   | Demi-finales     | Demi-finales |  |  | Finale | Finale |
|  |                     |                        |                |   |                  |              |  |  |        |        |
|  |                     |                        |                |   |                  |              |  |  |        |        |
|  |                     |                        |                |   |                  |              |  |  |        |        |
|  | Chunichi Dragons    | 4                      |                |   |                  |              |  |  |        |        |
|  | Chunichi Dragons    | 4                      | Hanshin Tigers | 0 |                  |              |  |  |        |        |
|  | Yomiuri Giants      | 1                      | Hanshin Tigers | 0 |                  |              |  |  |        |        |
|  | Yomiuri Giants      | 1                      | Yomiuri Giants | 2 |                  |              |  |  |        |        |
|  |                     |                        | Yomiuri Giants | 2 | Chunichi Dragons | 2            |  |  |        |        |
|  |                     |                        |                |   | Chunichi Dragons | 2            |  |  |        |        |
|  |                     | Chiba Lotte Marines    | 4              |   |                  |              |  |  |        |        |
|  | Saitama Seibu Lions | Chiba Lotte Marines    | 4              | 0 |                  |              |  |  |        |        |
|  | Saitama Seibu Lions | Fukuoka SoftBank Hawks | 2              | 0 |                  |              |  |  |        |        |
|  | Chiba Lotte Marines | Fukuoka SoftBank Hawks | 2              | 2 |                  |              |  |  |        |        |
|  | Chiba Lotte Marines | Chiba Lotte Marines    | 4              | 2 |                  |              |  |  |        |        |
|  |                     | Chiba Lotte Marines    | 4              |   |                  |              |  |  |        |        |